# Angelika Volquartz

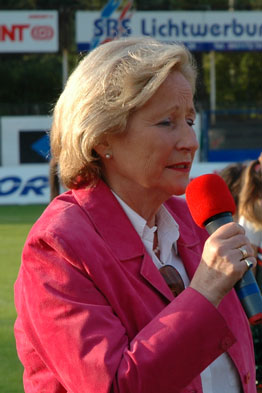
Angelika Volquartz bei einem Benefiz-Spiel im Holstein-Stadion

Angelika Volquartz (* 2. September 1946 in Uelzen) ist eine deutsche Politikerin der CDU. Sie war von 2003 bis 2009 Oberbürgermeisterin von Kiel.

## Leben
Nach dem Abitur absolvierte sie ein naturwissenschaftliches Lehramtsstudium an der Christian-Albrechts-Universität zu Kiel und war dann als Lehrerin an mehreren Kieler Realschulen tätig. Von 1985 bis 1992 war sie Leiterin der Freiherr-vom-Stein-Schule in Kiel-Elmschenhagen.
Seit 1978 ist Angelika Volquartz Mitglied der CDU. Von 1993 bis 2003 war sie Vorsitzende des CDU-Kreisverbandes Kiel. Sie ist Mitglied im Landesvorstand der CDU Schleswig-Holstein und gehörte von 2000 bis 2010 dem CDU-Bundesvorstand an.
Von 1990 bis 1992 war sie Mitglied in der Kieler Ratsversammlung. Seit 1992 gehörte sie dem Landtag Schleswig-Holstein an, bis sie 1998 in den Deutschen Bundestag gewählt wurde. Sie war dort eine der wenigen Abgeordneten, die ihre Einkünfte vollständig veröffentlichte. Ihr Bundestagsmandat legte sie nach der Wahl zur Oberbürgermeisterin nieder. Am 16. März 2003 wurde sie als Nachfolgerin von Norbert Gansel (SPD) Oberbürgermeisterin der schleswig-holsteinischen Landeshauptstadt Kiel. In ihre Amtszeit fielen eine Verwaltungsreform, der Ausbau der Kinderbetreuung und die Entscheidung, den Flugplatz Kiel-Holtenau nicht auszubauen.
Am 15. März 2009 unterlag sie bei der von ihr angestrebten Wiederwahl zur Kieler Oberbürgermeisterin dem damaligen Pressesprecher des Bundesfinanzministeriums, Torsten Albig (SPD) im ersten Wahlgang 41,2 zu 52,1 Prozent der abgegebenen Stimmen.
Volquartz ist verheiratet und hat eine Tochter. Sie lebt in Kiel.

## Ehrungen
2014 erhielt Volquartz die Ehrenbürgerwürde der Christian-Albrechts-Universität Kiel. Diese wurde ihr „[i]n Anerkennung und dankbarer Würdigung ihrer Leistungen für Bildung, Wissenschaft und Forschung im Land Schleswig-Holstein und ihrer großen Verdienste um die guten Beziehungen zwischen der Universität und der Landeshauptstadt Kiel sowie ihres außerordentlichen Engagements bei der Entwicklung innovativer Strukturen und gesellschaftlicher Vernetzung der Christian-Albrechts-Universität zu Kiel“ zugesprochen.

## Schriften
- Mein Herz schlägt in Kiel: Persönliches und Politisches: Lebensnotizen, Kiel, Hamburg: Wachholtz 2019, ISBN 978-3-529-05030-5.